# Почётный знак Кобург
Почётный знак Кобург (нем. Koburger Ehrenzeichen или нем. Coburger Abzeichen) — партийная награда НСДАП. Знак учреждён 15 октября 1932 года и вручался лично Адольфом Гитлером в память о событиях «битвы за Кобург» 1922 года.

## История событий
14 октября 1922 года Адольф Гитлер и 650 штурмовиков в специальном поезде прибыли по приглашению на «День нации» в Кобург. Там дело дошло до уличных боёв и драки со сторонниками левых партий. В своей книге «Моя борьба» Гитлер назвал это событие поворотным моментом в его политической карьере. 15 октября 1932 года в честь событий в Кобурге его участники были удостоены почётным знаком. Знак был разработан Вальтером Луисом с поправками, внесёнными самим Гитлером. Было награждено около 422 или 436 участников событий. К февралю 1938 года было 418 награждённых.

## Оформление знака
В центре знака изображена свастика как символ НСДАП, спереди вертикальный меч, как символ СА. В окружении свастики и меча надпись: «С Гитлером в Кобурге 1922 1932». Вверху знака изображение крепости Фесте Кобург.